# Cagli
Cagli ist eine italienische Stadt mit 7949 Einwohnern (Stand 31. Dezember 2023) an der Via Flaminia in der Provinz Pesaro und Urbino in der Region Marken.

## Geographie
Die Stadt liegt auf einer Hochfläche des Monte Petrano am Zusammenfluss von Burano und Bosso, Zuflüssen des Metauros.
Neben dem Hauptort gehören folgende Ortsteile zur Gemeinde: Abbadia di Naro, Acquaviva, Ca' Bargello, Cerreto, Foci, Massa, Moria, Paravento, Pianello, Pieia, Secchiano und Smirra. Die Gemeinde gehört der Comunità Montana del Catria e del Nerone an.
Die Nachbargemeinden sind Acqualagna, Apecchio, Cantiano, Fossombrone, Frontone, Gubbio (PG), Pergola, Pietralunga (PG), Piobbico und Urbania.

## Geschichte
Die Stadt Cagli war im 6. Jahrhundert Hauptstadt der byzantinischen Pentapolis und wurde mehrmals auf römischen Routen erwähnt. Im 4. Jahrhundert erklärte Servio Onorato im Kommentar zur Aeneis von Vergil das mögliche Missverständnis: „Cales civitatis (die heutige Stadt Cagli), est Campanile, nam in Flamina est, quae Cale (das so genannte Cagli) dicitur“. Im 12. Jahrhundert wurde Cagli Freistadt und eroberte bald 52 Festungen, sodass die ländliche Aristokratie und die Feudalherrschaft der Äbte aufgehoben wurde. Mit den Stadtgrenzen erweiterte sich der Einflussbereich der Jurisdiktion der Diözese Cagli, wo Greciano im 4. Jahrhundert erster Bischof wurde. Teilweise durch ein Feuer zerstört, das von den Ghibellinen im Jahr 1287 gelegt wurde, wurde die Stadt auf die Ausläufer des Bergs Petrano verschoben und in der Hochebene auf einem zuvor bestehenden Dorf neu gebaut. Die Neugründung erfolgte nach dem Stadtplan nach Orthogonalachsen Arnoldo di Cambios im Jahr 1289 und dank der Hilfe Nikolaus’ IV. Das zukünftige Stadtgefüge hat Leon Battista Alberti für die Entwicklung seiner „Idealen Stadt“ stark beeinflusst. Dazu gehören nämlich einige Elemente, die auf dem bekannten Werk Lauranas (Mitarbeiter von Alberti) zu erkennen sind, wie zum Beispiel die Hochebene des Bergs Petrano. Diese Verbindungen zwischen der „idealen Stadt“ und Cagli sind kein reiner Zufall; letztere war nämlich von den Montefeltros sehr geschätzt. Andererseits, schrieb Franceschini, erfolgte die Entstehung der Herrschaft der Montefeltros in dem Kirchenstaat, „nach dem Willen der fürstlichen Familie, der Stadt Urbino, Cagli und ihres Umlands“. Außerdem „schlossen die Stadt Urbino und Cagli mit dem Bündnis vom Jahr 1367 einen Vertrag auf Augenhöhe“.

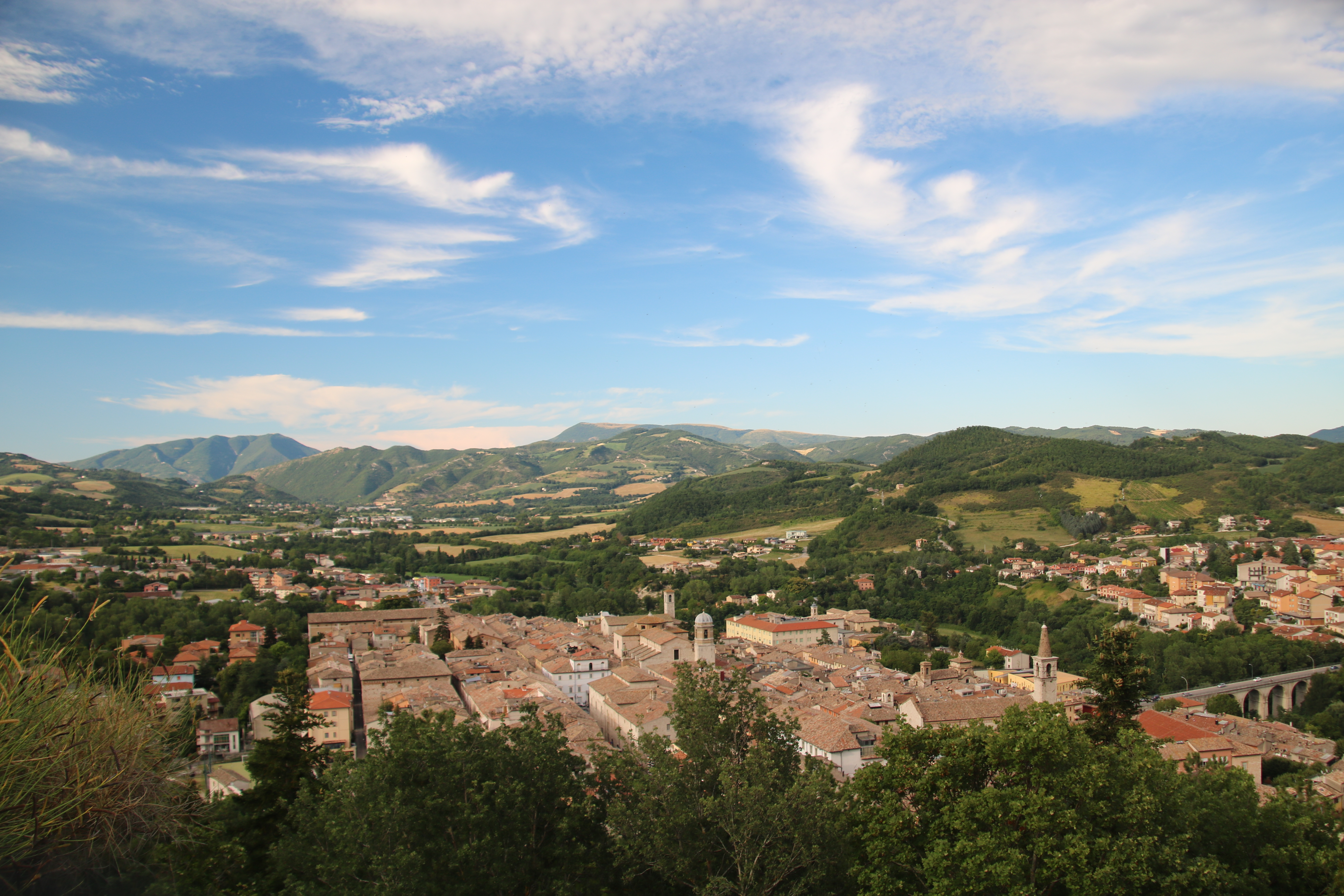
Blick auf Cagli

Cagli wurde bald eine florierende Burg, trotz eines Brandes im Jahr 1278, der die Entwicklung aufhielt. Man erkennt an einer Gebühr, die im Jahr 1312 der Kirche bezahlt wurde, dass Cagli eine starke Bevölkerungsabnahme wegen einer Hungersnot registrierte und zirka 7200 Einwohner hatte. Später, im Jahr 1357, wurde aber Cagli in den Constitutiones Aegidianae unter den neun magnae civitates der Marca (unter diesen Fano und Fossombrone, die zur Provinz Pesaro gehörten), verzeichnet. Die Entwicklung der Manufakturwaren, wie vor allem die Verarbeitung von Wolle (später auch von Seide) und von Leder, haben der Stadt unter der Herrschaft der Herzöge von Urbino sehr geholfen. Die Einbeziehung in den Kirchenstaat im Jahr 1631 durch Papst Urban VIII. hat die Politik Caglis sehr beeinflusst: wie in den ganzen Marken wurde die Getreideproduktion der wichtigste Wirtschaftszweig. Aus diesem Grund hatte das apenninische Gebiet starke wirtschaftliche Verluste zu verzeichnen. Im Laufe der Zeit verlor die Stadt ihre kunsthistorische Bedeutung. Die Kunst- und Kulturschätze der Stadt wurden bei einem Erdbeben im Jahr 1781 zerstört und bei Plünderungen in der napoleonischen Zeit gestohlen. Mit der Einheit Italiens fingen auch die ersten antiklerikalen Proteste an. Der Bau der Bahnlinie Fano-Fabriano-Rom und die Errichtung des neuen Stadttheaters und der öffentlichen Gebäude haben die Stadt stark verändert und weiterentwickelt. Daneben gab es auch viele Beschlagnahmungen in Klöstern und bei Bruderschaften. 
Die Zerstörung des Bahnhofs im Jahr 1944 durch die Nationalsozialisten, der Verlust der Verkehrsverbindung Flaminia bedeuteten auch einen Verfall der Stadtgeschichte Caglis und ihrer Umgebung, die sich aber in der zweiten Hälfte des 20. Jahrhunderts positiv entwickelt hat.

## Sehenswürdigkeiten

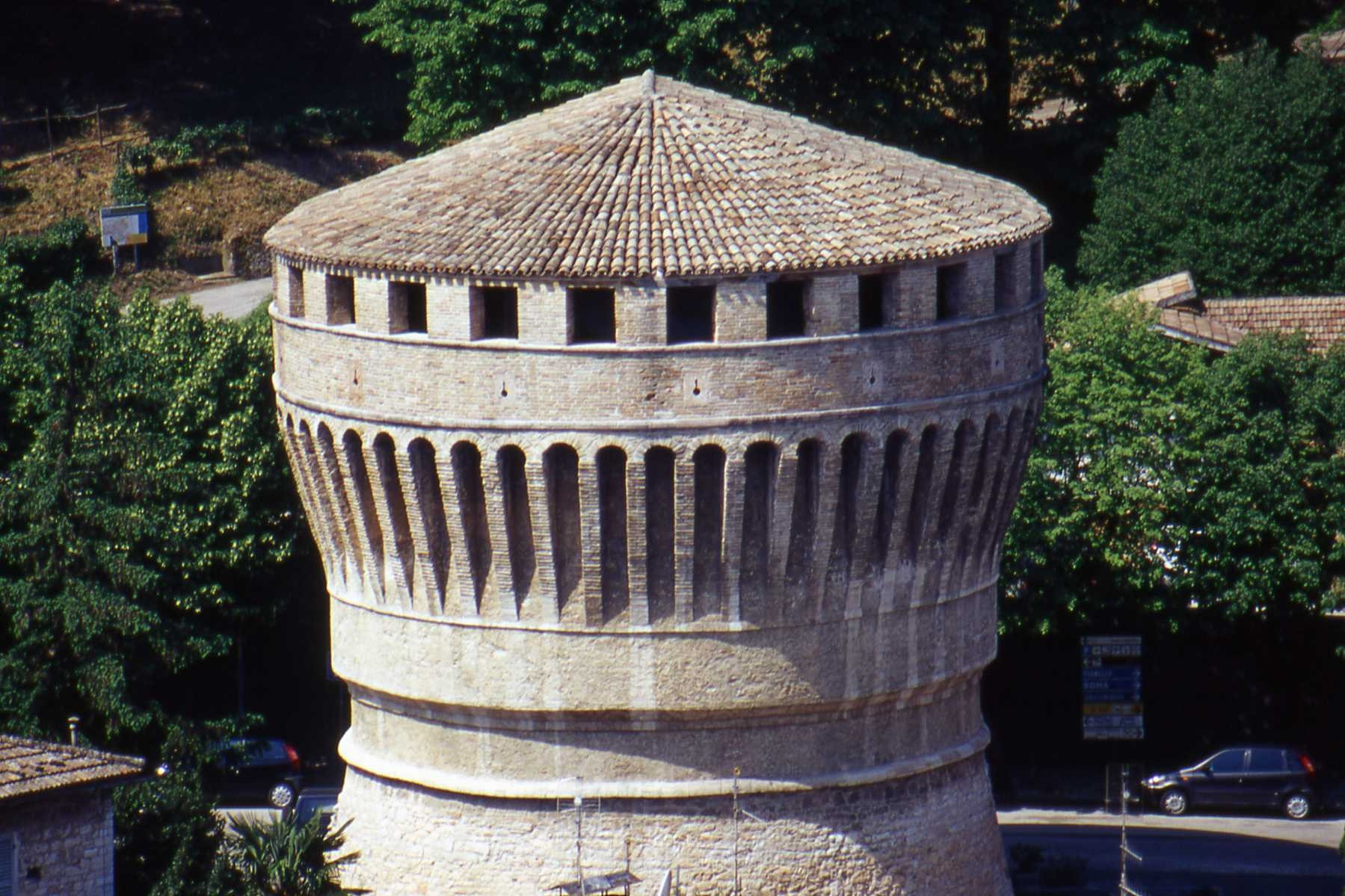
Der Torrione

### Hauptturm (Rocca Torrione)
Die Errichtung des Befestigungsbaus wurde von Francesco di Giorgio Martini für Herzog Federico da Montefeltro geplant. Der geniale Architekt beschrieb mit genauen Details in seinem Traktat die Festung Caglis als erste unter den sechs symbolischen Hochburgen. Eindrucksvoll ist der geheime Laufstieg, „Soccorso Coverto“ genannt, der den Hauptturm mit den imposanten Ruinen der rautenförmigen Festung verbindet. Diese wurde im Jahr 1502 zerstört. Die Befestigungsanlage wurde während einer fruchtbaren Zeit von Francesco di Giorgio Martini gebaut, als Künstler wie er Innovationen und Lösungen eingeführt hatten, um solchen Problemen wie der Verwendung von Schusswaffen entgegenzutreten. Die Räume beherbergen das Zentrum für zeitgenössische Skulpturen (Centro di Scultura Contemporanea) mit Werken von Künstlern wie Alamagno, Coletta, Gastini, Icaro, Kounellis, Lorenzetti, Mattiacci, Nagasawa, Nunzio, Paolini, Porcari, Uncini und Zorio.

### Rathaus und Archäologisches Museum
Der Matteottiplatz, der der alte Hauptplatz war, wird von dem Stadtgebäude aus dem 13. Jahrhundert überragt, das der Richteramtssitz ist. Das Gebäude wurde mit dem Palazzo del Podestà (mit einer Monumentalfassade von Alessandri) zusammengelegt und wurde im Jahr 1476 Federico da Montefeltro von der Stadt geschenkt. Dieser war auch Auftraggeber der Veränderungen am Palazzo Ducale, die Francesco di Giorgio Martini fertigstellen sollte. Zu diesen gehören das Senken des Haupteingangs, die Errichtung einer Loge, deren Kragsteine noch zu sehen sind und Räume mit Gewölben. Die Uhr wurde von Finale im Jahr 1575 gebaut, während die Statue Jungfrau mit Kind im Jahr 1680 in Venedig bestellt wurde. Auf der Seite des schmucklosen Eingangs gibt es drei Maßeinheiten (Fuß, Arm und Rohr), sowie den Stumpf einer römischen Säule (cagliese genannt), der im Saal im Erdgeschoss steht. Hier wurden im Jahr 1536 Fresken der Jungfrau mit Kind, Hl. Michael Erzengel und Hl. Geronzio von Giovanni Dionigi in die Bogenfelder gemalt. Im Saal, der auch das archäologische Museum enthält, werden Fundstücke der Wappen der Feltreschi und Rovereschi, Stadtwappen mit dem Erzengel Michael und ein Paar von Delphinen ausgestellt. Von diesem Saal tritt man in die Verliese des Palasts (links vom Eingang von der Piazza), wo sich Keramikfragmente und Stücke von Grabsteinen aus dem Mittelalter, die während einer Ausgrabung gefunden wurden, befinden. Unter diesen sind: das Bürgermeisterwappen, Kapitelle, Fensterrosen, Verzierungen im römischen Stil und Röhren des Wassernetzes der Stadt. Beim Ausgang vom Ratsaal befindet sich unterhalb eines Freskos ein Durchgang mit einem Portal aus dem 15. Jahrhundert und ein Basrelief mit friderizianischen Symbolen. Von hier tritt man wieder in einen Hof hinein, wo in der Mitte eine Statue, Kosmische Ordnung genannt, von Eliseo Mattiacci aus dem Jahr 1997 steht und von dem aus man ins archäologische Museum und das Museum Flaminia (noch im Aufbau) gelangt. Diese befinden sich in den Sälen des aus dem 13. Jahrhundert stammenden Palasts des Podestà. In der Mitte der Piazza Matteotti steht ein Brunnen von Giovanni Fabbri, der im Jahr 1736 nach einem Plan von Anton Francesco Berardi gebaut wurde.

### Kathedrale

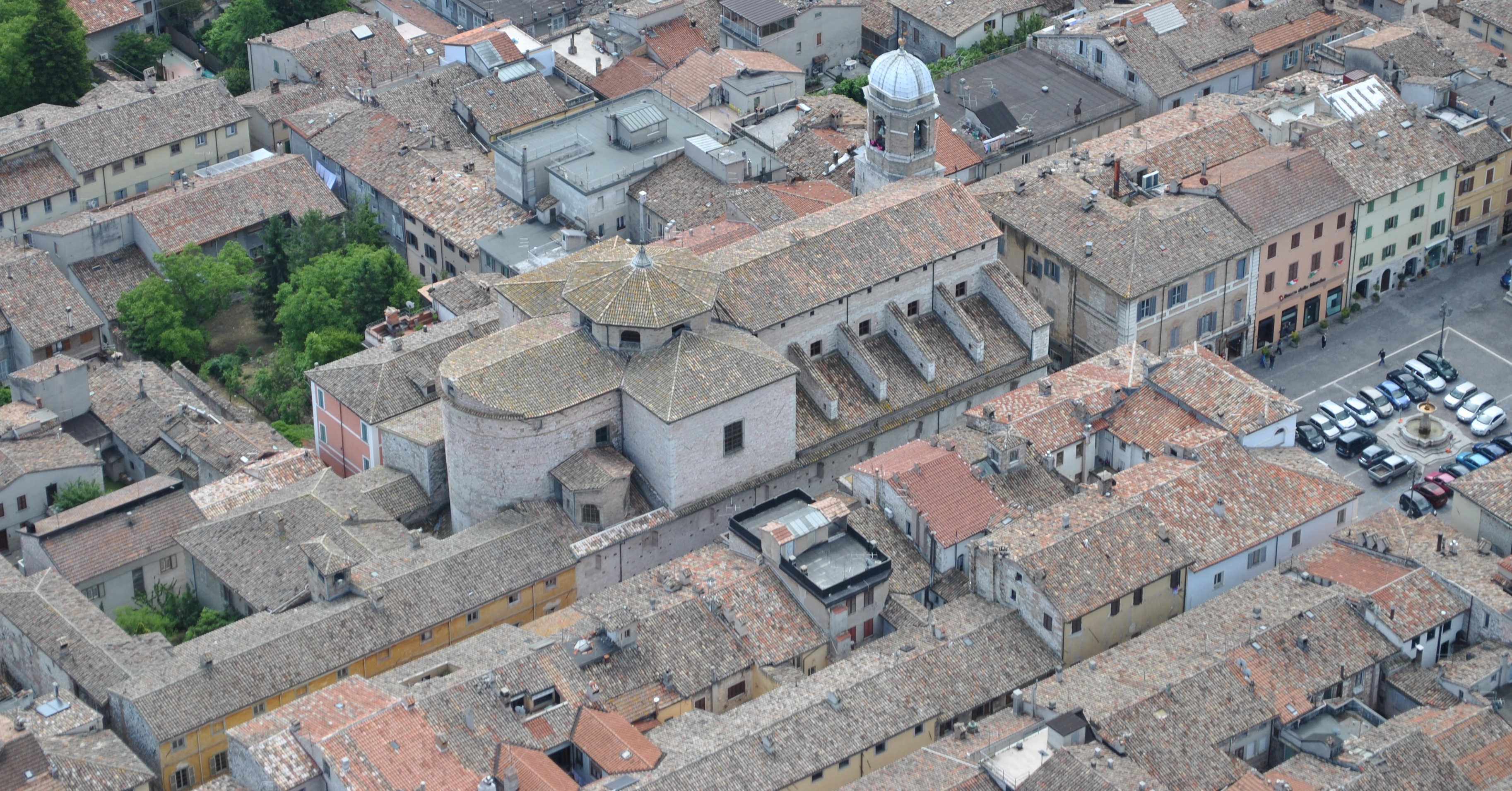
Blick auf die Kathedrale

Die Chiesa di Santa Maria Assunta ist heute Konkathedrale des Bistums Fano-Fossombrone-Cagli-Pergola. Sie wurde seit 1646 im Laufe eines Jahrhunderts neu geplant. Das gotische Portal auf der linken Seite gehört zur mittelalterlichen Struktur, enthält eine Malerei aus dem 17. Jahrhundert von Ludovico Viviani aus Urbino und wurde vom Meister Antonio di Mastro Cristoforo aus Cagli im Jahr 1424 gebaut. Wegen eines Erdbebens im Jahr 1781 wurde die Hochkuppel von Pietro Giacomo Patriarca durch die moderne Halbkuppel ersetzt. Nach dem Plan vom Jahr 1790 von Giovanni Antinori wurde auch die achteckige Ädikula des Glockenturms aus Ziegelstein gebaut. Hauptwerke sind die Malereien von Gaetano Lapis vom Jahr 1758 in der zweiten Kapelle und dem rechten Kirchenschiff, und jene von Sebastiano Conca vom Jahr 1720 in der dritten Kapelle; im Querschiff befinden sich die auf 1704 datierte Schutzheilige von Luigi Garzi, die Jungfrau mit Kind, der Hl. Peter und Johannes der Täufer, die von der Familie Medici im Jahr 1695 bei dem Maler Nasini in Auftrag gegeben wurden; in der Kapelle des Hl. Sakraments sind zwei Bilder von Gaetano Lapis vom Jahr 1754 und 1756 zu sehen; im linken Kirchenschiff noch die Ankündigung der Werkstatt Barocci, ein Fragment vom Fresko der Unbefleckten Jungfrau aus dem 16. Jahrhundert, das Giuliano Persciutti aus Fano zugeschrieben wird, aber vielleicht vom Maler Dionigi aus Cagli gemalt wurde, und Tympanon des Altars des Ewigen Vaters aus dem 17. Jahrhundert von Giambattista Gambarini. Die Orgel wurde im Jahr 1889 von Nicola Morettini gebaut.

### Karfreitagsprozession

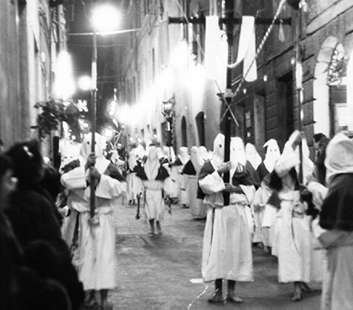
Karfreitagsprozession

Eine besonders ergreifende Feier findet hier am Karfreitag statt. Der Umzug fängt spät am Nachmittag an und nach der Abnahme im Dom führt er bis zur Kirche des Hl. Joseph und endet davor mit zwei Gruppen: die Mater dolorosa und ihr gegenüber Christus. Abends folgen vierhundert barfüßige Mönche, die auch eine Kapuze tragen und zu fünf Bruderschaften gehören, ein Umzug, der seit dem 16. Jahrhundert den Wagen mit dem verhüllten Christus voranging.

### Fronleichnamsprozession
Seit dem 15. Jahrhundert ununterbrochen feiern die Bevölkerung und die Gläubigen mit Blumen, die die ganze Stadt verzieren, den Umzug des Corpus Domini. Er wird von der Bruderschaft des Hl. Sakraments begleitet und der Priester zeigt der Stadt die Monstranz mit der heiligen Hostie während der Prozession.

### Historischer Umzug (Palio)Giuoco dell'Oca

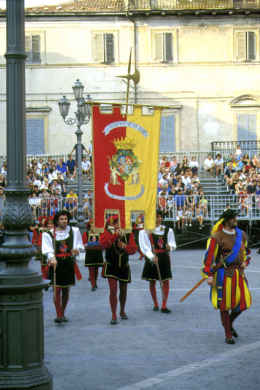
Giuoco dell'Oca

Der alte Zwist zwischen den historischen Vierteln der Stadt stammt aus dem Jahr 1543. Am Vorabend (2. Samstag im August), erhalten die Hauptmänner die Kostüme und dem Patron wird Öl geschenkt; danach wird abends in jedem Viertel das Fest mit alten Bräuchen und typischem Essen gefeiert. Am Tag des Umzugs (2. Sonntag im August), zeigt der Richter vom Demonstrantenzug gefolgt, die Gans (italienisch: oca), die zu gewinnen ist. Bei einem Würfelspiel wählt man nämlich einen Spieler, der Vertreter seines Viertels ist und nach Punkten gewinnt. Diese werden auf einer Anzeigetafel aus 54 Kästchen durch Wettkämpfer jedes Teams gezeigt, die sich darauf bewegen müssen. Letztere führen auch Kämpfe aus, deren Verlierer absteigen muss. Abends feiert man entweder, oder man tröstet sich in den Wirtshäusern der Viertel.

## Söhne und Töchter der Stadt
- Filippo Castracane degli Antelminelli (1851–1899), Erzbischof, Präsident der Päpstlichen Diplomatenakademie
- Angelo Celli (1857–1914), Mediziner, Bakteriologe und Hygieniker sowie Malariaforscher (Benenner von Plasmodium malariae)